# Московско-казанская война (1437—1445)
Московско-казанская война 1437—1445 годов — конфликт между Казанским ханством и Великим княжеством Московским.

## Ход событий
В 1437 году ордынский хан Улуг-Мухаммед был изгнан из Золотой Орды и явился с войском в город Белёв, в верховьях Оки. Желая иметь хорошие отношения с новым ханом, князь Василий II направил против Улуг-Мухаммеда войско во главе со своими двоюродными братьями Дмитрием Юрьевичем Шемякой и Дмитрием Юрьевичем Красным. В первый день братья разгромили татар, которые попытались вступить в переговоры с русскими. Уверенные в своей победе князья отказались, но на следующий день благодаря предательству Улу-Мухаммед разгромил русское войско в битве под Белёвом. Улуг-Мухаммед не задержался на Руси, а отправился на земли Булгарского вилайята Золотой Орды, в Казань.
Утвердившись в Среднем Поволжье, хан решил восстановить господство над русскими княжествами. Хан начал свои набеги на Русь весной 1439 года. Взяв Нижний Новгород, он подошёл к Москве и начал её осаду. Однако белокаменный Кремль оставался неприступным. Улуг-Мухаммед сжёг Подмосковье и отступил. На обратном пути он разграбил русские земли, занял и сжёг Коломну.
В конце 1444 года Улу-Мухаммед совершил новый поход на Русь. Василий II собрал большое войско, но Улу-Мухаммед после разгрома его передовых отрядов, не решаясь вступить в бой, отступил, осадив Нижний Новгород, где находились воеводы Фёдор Долголядов и Юрий Драница. В конце весны великий князь московский начал готовиться к новому наступлению на татар, но 29 июня к нему явились нижегородские воеводы с сообщением, что покинули крепость ночью, зажгли её, потому что они не могли больше терпеть голод.
Узнав о падении города, великий князь был вынужден выступить, не завершив приготовлений, некоторые части не успели подойти.
7 июня 1445 года под Суздалем у стен Спасо-Евфимиева монастыря произошло сражение. Поначалу русские добились успеха и начали преследовать противника, но в конце концов потерпели поражение. Василий II попал в плен. С большой добычей татары отступили и освободили Василия II в Курмыше. Условия освобождения неизвестны. Летописцы называют совершенно разные размеры выкупа. Известно только, что условия были достаточно тяжёлыми, однако неизвестно, в какой мере они были выполнены. Великий князь вернулся домой в сопровождении большого татарского отряда.

## Примечание
1. ↑  КАЗАНСКОЕ ХАНСТВО. www.spsl.nsc.ru. Дата обращения: 18 ноября 2023. Архивировано 28 июня 2020 года.
2. ↑  КАЗАНСКОЕ ХАНСТВО. КАЗАНСКОЕ ХАНСТВО. — ««В начале апреля 1439 г. войска Улу-Мухаммеда подошли к Нижнему Новгороду и почти без сопротивления заняли его. В течение мая 1439 г. татары дошли до Москвы, разоряя по пути русские селения, грабя население, угоняя скот.Авангард татарского войска 2 июня 1439 г. вошёл в Москву в Замоскворечье и 3 июня переправился через Москва-реку в район Зарядья. Окружив Кремль, татары пытались взять его приступом в течение двух недель, ища к тому разные подходы. Однако это не дало никаких результатов.Разорив посады, Зарядье и пряузную часть Белого города, татарское войско 13 июня 1439 г. оставило Москву. На обратном пути татары сожгли Коломну и покинули Московское княжество.»» Дата обращения: 20 ноября 2023. Архивировано 28 июня 2020 года.
3. ↑  Казанское ханство. Территория и население. tatarhistory.ru. — «Между ними произошло несколько военных столкновений: под Белевым в 1438 и под Суздалем в 1445 году. Василий II потерпел крупное поражение и попал в плен. Однако в том же 1445 году за большой выкуп был отпущен.» Дата обращения: 20 ноября 2023. Архивировано 8 июля 2022 года.